# З'єднання п'яти тетраедрів
З'є́днання п'яти́ тетра́едрів — 12-а зірчаста форма ікосаедра. Не є дзеркально-симетричним і має ліву і праву форми.

## Як зірчаста форма
Ця зірка двоїста сама собі, але під час створення двоїстого багатогранника виходить її відображення. Відсіки наведено нижче:

## Обґрунтування хіральності
Проведемо осі симетрії центральної грані ікосаедра. Осі симетрії грані цього з'єднання не збігаються з осями симетрії центральної грані, отже, з'єднання з п'яти тетраедрів хіральне.